# Джабари, Ахмед
Ахмед Джабари (араб. أحمد الجعبري‎ ;1960 — 14 ноября 2012) — «лидер боевого крыла ХАМАСа, „генеральный секретарь Бригад Изз ад-Дина аль-Касама“». Считался командующим сектора Газа от лица ХАМАС и ответственным за ракетные обстрелы территории Израиля из сектора. Был убит 14 ноября 2012 года в результате «точечной ликвидации» в ходе начавшейся операции ЦАХАЛа «Облачный столп», после чего обстановка в регионе крайне осложнилась.
Израильские источники подтвердили «информацию о причастности к уничтожению», заявив, что А. Джабари «занимался террористической деятельностью на протяжении десятилетий». За несколько дней до этого, после усиления ракетных обстрелов Израиля (за 4 дня по Израилю было выпущено более 120 ракет и миномётных снарядов), правительство Израиля заявило, что «не исключает возвращения к тактике индивидуального устранения видных лидеров группировки ХАМАС, которая сейчас находится у власти в секторе Газа».
А. Джабари в течение многих лет занимался развитием военной инфраструктуры ХАМАСа в секторе Газа. В 2007 году он принимал активное участие в боях с организацией ФАТХ за установление контроля над Сектором Газа.
В числе операций, спланированных Джабари, было похищение в Израиле солдата Гилада Шалита, он являлся одним из немногих, кому было известно о местонахождении Шалита, отвечал за его содержание в плену и сопровождал Шалита в Египет в день совершения сделки по его обмену на террористов, осуждённых израильским судом.
Джабари также отдал команду об обстреле школьного автобуса вблизи сектора Газа, в результате которого был убит 16-летний подросток Даниэль Вильфих.
Первую попытку «точечной ликвидации» Ахмеда Джабари Израиль предпринял в 2004 году в районе Саджаия. Тогда в результате удара с воздуха Джабари получил ранения средней степени тяжести; при этом погибло пять человек. После этого он усилил свою охрану. Во время операции «Литой свинец» была предпринята вторая попытка. Израильские ВВС разбомбили его дом, однако Джабари вновь удалось спастись.
Джабари никогда не пользовался мобильным телефоном и ежедневно, на протяжении многих лет, менял место ночлега. ШАБАК разыскивал его круглосуточно со дня освобождения пленного капрала Гилада Шалита. «Последние четыре года Джабари возглавлял израильский список самых разыскиваемых террористов».
Согласно сообщению «Санди Таймс» Узи Маханаими, агент израильской службы безопасности ШАБАК обнаружил Джабари в 15 часов 14 ноября и немедленно отослал сообщение в Тель-Авив: "Джабари передвигается на машине номер 9, марки «Киа сильвер». Агент сообщал, что на все действия у беспилотника ВВС будет 30 секунд. Он должен был проехать на машине по улице Омар Аль-Мухтар в центре Газы. После этого Джабари поменяет машину и уйдёт из-под слежки. На его машине агент сумел установить электронный датчик. Сообщение передали начальнику Генштаба Бени Ганцу, который отправил эту информацию главе правительства Биньямину Нетанияху. В 15 часов 20 минут Нетаньяху утвердил операцию уничтожения Ахмада Джабари. Два летательных аппарата ЦАХАЛа, уже находились в районе сектора Газа. Изображение происходящего передавалось на экран штаба ВВС в Тель-Авиве в режиме реального времени. Руководил операцией генерал-майор Амир Эшель. В 15 часов 55 минут была выпущена ракета, взорвавшаяся в машине Джабари. Он погиб на месте.
14 ноября 2012 года, через час после покушения ЦАХАЛ опубликовал видеозапись «ликвидации Ахмеда Джабари». Джабари стал наиболее высокопоставленным руководителем ХАМАСа, ликвидированным Израилем с 2009 года.
Некоторые источники, со ссылкой на кувейтскую газету «Аль-Джарида», сообщали о причастности к обнаружению Джабари руководителей ХАМАСа, недовольных ростом его влияния в Газе, а иранское радио обвинило в этом эмира Катара.